# Galium moldavicum
Galium moldavicum — вид рослин з родини маренових (Rubiaceae), поширений у Молдові й Румунії. Вид занесений до Бернської конвенції.

## Поширення
Поширений у Молдові й Румунії.

## Охорона
Galium moldavicum охороняється в Європі і занесений до Додатку І Бернської конвенції (охоронна категорія: вид підлягає особливій охороні).